# Koniklec slovenský
Koniklec slovenský (Pulsatilla slavica) je druh rostliny z čeledi pryskyřníkovité (Ranunculaceae).

## Popis
Jedná se o vytrvalou rostlinu dorůstající nejčastěji výšky 5–20, za plodu až 50 cm s vícehlavým oddenkem. Lodyha je přímá, huňatá. Přízemní listy nepřezimují, vyvíjí se až po odkvětu, jsou dlouze řapíkaté, huňaté, lichozpeřené, lístky 1–2x peřenodílné s čárkovitě kopinatými úkrojky. Lodyžní listy (nebo listeny, záleží na interpretaci) jsou ve srostlém útvaru s úzkými úkrojky, je umístěn pod květem, za plodu v dolní polovině lodyhy. Květy jsou vzpřímené, dosti velké, asi 5,5–6,5 mm v průměru, zvonkovité až miskovité, fialové. Okvětních lístků (ve skutečnosti se ale jedná o petalizované (napodobující korunu) kališní lístky a koruna chybí) je nejčastěji 6, jsou vně plstnaté. Kvete v březnu až v květnu. Tyčinek je mnoho. Gyneceum je apokarpní, pestíků je mnoho. Plodem je nažka, která má na vrcholu až 4 cm dlouhý chlupatý přívěsek. Nažky jsou uspořádány do souplodí. Počet chromozomů je 2n=32.

## Rozšíření
Koniklec slovenský je západokarpatský endemit, vyskytuje se ve vápencových Karpatech na Slovensku s malým přesahem do Polska. Jedná se o druh z ohruhu Pulsatilla halleri agg., někteří autoři ho vedli pouze jako poddruh Pulsatilla halleri, stejně jako další příbuzné taxony. Pravý Pulsatilla halleri s. str. roste v západních Alpách, v rakouských Alpách to pak je Pulsatilla styriaca, další příbuzné taxony rostou na Balkáně a Krymu. Na kontaktu s druhem koniklec velkokvětý (Pulsatilla grandis) dochází k hybridizaci s koniklecem slovenským, kříženec je uváděn jako Pulsatilla slavica subsp. subslavica nebo jako samostatný druh Pulsatilla subslavica. V České republice není koniklec slovenský původní, ale občas se pěstuje jako skalnička a někde mohl být vysazen, údajně v Českém krasu.